# Икономика на Гърция
Брутният вътрешен продукт на Гърция през 2009 година е 333,4 млрд. щатски долара, което я нарежда на 34 място в света.

## Външна търговия

### Износ
Износът на страната възлиза на 27.4 млрд. щатски долара (2008). През 2007 година, най-голям е износът за Германия (11,5 %), следват Италия (10,8 %), Кипър (6,5 %), България (5,4 %), Великобритания (5,4 %), Румъния (4,5 %), Франция (4,2 %), САЩ (4,0 %), Турция (3,6 %), Испания (3,4 %), и други.

### Внос
Вносът на страната възлиза на 82.28 млрд. щатски долара (2008). През 2007 година, най-голям е вносът от Германия (12,9 %), следват Италия (11,7 %), Франция (5,6 %), Русия (5,6 %), Холандия (5,0 %), Китай (5,0 %), и други.